# Le Retour des agents très spéciaux
Pour plus de détails, voir Fiche technique et Distribution.
Le Retour des agents très spéciaux (The Return of the Man from U.N.C.L.E.: The Fifteen Years Later Affair) est un téléfilm américain diffusé en 1983. Le téléfilm est la suite de la série Des agents très spéciaux (1964-1968). Il remet en scène, 15 ans plus tard, Robert Vaughn et David McCallum dans leur rôle respectifs, Napoléon Solo et Illya Kuryakine. Le personnage d'Alexander Waverly que jouait Leo G. Carroll (décédé en 1972) est remplacé par Sir John Raleigh, incarné par Patrick Macnee.

## Synopsis
L'organisation criminelle THRUSH vole la bombe A H957 et exige 350 000 000 $ pour être livré dans les 72 heures par son ancien antagoniste Solo. Alors U.N.C.L.E. doit réactiver les super agents Solo et Kuryakin après 15 ans d'inactivité. Équipés de la mode habituelle 007, ils commencent à chercher les méchants.

## Distribution
- Robert Vaughn (VF : Claude Joseph) : Napoleon Solo
- David McCallum (VF : Jean Roche) : Illya Kouriakine
- Patrick Macnee (VF : Jean Berger) : Sir John Raleigh
- George Lazenby : JB
- Tom Mason : Benjamin Kowalski
- Gayle Hunnicutt : Andrea Markovitch
- Geoffrey Lewis : Janus
- Anthony Zerbe : Justin Stepheran
- Simon Williams : Nigel Pennington-Smythe
- Jan Triska : Vaselievitch

## Clin d'œil
- Le film ressemble beaucoup à un James Bond car il y a  l'apparition de George Lazenby (ce dernier l'a incarné en 1969) dans le rôle de JB (James Bond) et il pilote une Aston Martin DB5, la voiture du célèbre espion.